# Reggimento "Cavalleggeri di Aquila" (27°)
Il Reggimento "Cavalleggeri di Aquila"  (anche Cavalleggeri di Aquila), fu un reggimento di cavalleria del Regio Esercito.

## Storia
Fu creato il 1º ottobre 1909 a Brescia, con i terzi Squadroni dei Reggimenti Monferrato, Piacenza, Roma e  Vicenza.
Durante la guerra italo-turca contribuì con 124 gregari ad alcuni corpi e servizi mobilitati.
Durante la prima guerra mondiale fu prevalentemente impiegato in Val Camonica e nei territori di Brescia e di Verona. Data la natura del conflitto, che rendeva impossibile l'impiego della cavalleria nella guerra di trincea, nel periodo maggio-giugno 1916 alcuni suoi effettivi furono impiegati come fanti appiedati a Monfalcone.
Nel 1918 fu prevalentemente impiegato in retrovia fino alla battaglia di Vittorio Veneto, durante la quale passò il Piave il 30 ottobre, ed il Monticano e la Livenza il 31. Nel corso dell'avanzata verso il Tagliamento, fu protagonista della cattura di una brigata di Ulani e di un Reggimento di fanteria.
L'ultimo giorno di guerra, a pochi minuti dalla fine ufficiale delle ostilità, fu protagonista di uno degli episodi più noti della Grande Guerra, caricando postazioni nemiche a Bivio Paradiso nei pressi di Castions di Strada e riportando la vittoria a costo di gravissime perdite. Caddero infatti i sottotenenti Achille Balsamo di Loreto ed Augusto Piersanti, ed il cavalleggero Giulio Marchesini, oltre a 11 feriti.
Con Regio decreto del 21 novembre 1919 il reggimento fu sciolto, e le sue tradizioni furono affidate ai Lancieri di Vittorio Emanuele II.